# St. Joseph (Klostermansfeld)
Die Kirche St. Joseph ist das katholische Gotteshaus von Klostermansfeld (Verbandsgemeinde Mansfelder Grund-Helbra) im Landkreis Mansfeld-Südharz in Sachsen-Anhalt. Die Kirche steht unter Denkmalschutz und ist im Denkmalverzeichnis mit der Erfassungsnummer 094 65321 als Baudenkmal eingetragen.

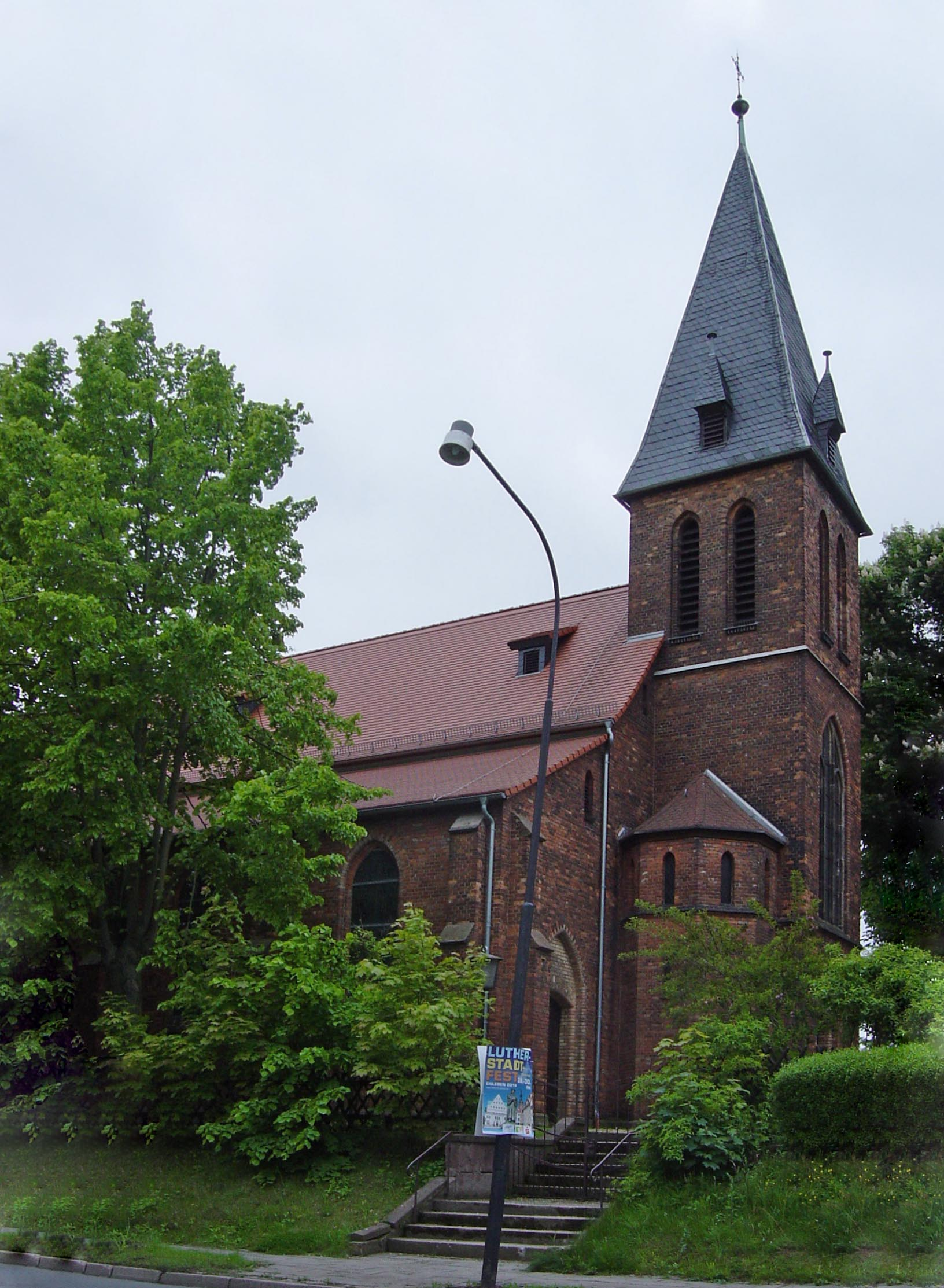
Ansicht von Nordosten

## Lage
Die Kirche steht im Norden von Klostermansfeld oberhalb der Chausseestraße auf dem Grundstück Chausseestraße 16, das in der DDR als Klara-Zetkin-Straße 16 bezeichnet wurde. Eine kleine Treppenanlage führt zu ihr hinauf.

## Geschichte
Durch die vermehrte Einwanderung von Katholiken in die seit der Reformation evangelische Region des Mansfelder Gebirgskreises in der zweiten Hälfte des 19. Jahrhunderts infolge des Kupferbergbaus im Mansfelder Revier entstand bald der Wunsch nach neuen katholischen Kirchen. Diese erbaute man nicht nur in Städten, sondern teils auch in Dörfern. 1884 wurde im drei Kilometer entfernten Helbra eine katholische Gemeinde gegründet, der zunächst auch die Katholiken in Klostermansfeld, die bisher zur katholischen Gemeinde Eisleben gehörten, angeschlossen wurden.
In Klostermansfeld kam es zunächst 1887 zur Eröffnung einer katholischen Schule, die anfangs einklassige Schule war in der Bahnhofstraße angesiedelt. 1888 folgte der Ankauf des heutigen Kirchengrundstücks, auf dem sich damals bereits ein Wohnhaus und eine Tischlerwerkstatt befand. Der Werkstattraum wurde zu einem Klassenraum für die katholische Schule ausgebaut, dort fanden auch katholische Gottesdienste statt. 1890 bekam Klostermansfeld mit Missionsvikar Peter Alfes den ersten ortsansässigen Seelsorger, womit in Klostermansfeld eine katholische Gemeinde gegründet wurde.
Klostermansfeld gehörte damals zum Bistum Paderborn, und der Paderborner Dom- und Diözesanbaumeister Arnold Güldenpfennig entwarf auch die Kirche von Klostermansfeld, deren Bau im Jahr 1892 mit der Grundsteinlegung begonnen und 1893 vollendet wurde. Es entstand ein für den Architekten typischer Backsteinbau mit Seitenschiffen und dreigeschossigem Turm, der an der Nordseite errichtet wurde und 30 Meter hoch ist. Das einst schiefergedeckte Dach wurde mittlerweile durch Biberschwänze ersetzt.
Am 1. Juni 1894 erfolgte die Konsekration der Kirche durch Bischof Hubert Theophil Simar, der am Vortag die neu erbaute katholische Kirche von Hettstedt und zwei weitere Tage zuvor die Herz-Jesu-Kirche in Sangerhausen konsekriert hatte.
Aus der Vikarie Klostermansfeld wurde am 1. Januar 1919, nach anderer Quelle erst am 1. November 1919, eine Filialkirchengemeinde der Pfarrei Eisleben.
Das Preußenkonkordat vom 14. April 1929, durch die Bulle Pastoralis officii nostri vom 13. August 1930 in Vollzug gesetzt, errichtete die Mitteldeutsche Kirchenprovinz. Infolgedessen kam der vom Geistlichen Gericht Erfurt abgetrennte Regierungsbezirk Merseburg mit den Dekanaten Eisleben, Halle/Saale und Wittenberg an das nunmehrige Erzbischöfliche Kommissariat Magdeburg. Zum Dekanat Eisleben gehörte damals unter anderem die Pfarrei Eisleben, der Klostermansfeld als Filialkirchengemeinde angeschlossen war. In der Zeit des Nationalsozialismus wurde die katholische Schule Klostermansfeld Anfang Juli 1940 von den staatlichen Behörden geschlossen.
Durch die Flucht und Vertreibung Deutscher aus Mittel- und Osteuropa war die Zahl der Katholiken in der Filialkirchengemeinde Klostermansfeld so stark angestiegen, dass die Filialkirchengemeinde Klostermansfeld zur Pfarrei erhoben wurde. Am 6. Oktober 1948 unterzeichnete Lorenz Jaeger, der Erzbischof des Erzbistums Paderborn, zu dem Klostermansfeld damals gehörte, Pfarreierrichtungsurkunde, was am 26. November 1948 auch staatlich anerkannt wurde. Damit wurde die Kirche St. Joseph zur Pfarrkirche erhoben.
In den 1950er Jahren bekam die Pfarrei Klostermansfeld eine Tochtergemeinde in Mansfeld, die am 1. März 1996 wieder aufgelöst wurde. Die Katholiken der Kuratie Mansfeld wurden wieder in die Pfarrei Klostermansfeld eingegliedert. Die 1952 geweihte Kapelle in Mansfeld wurde 2007 wieder profaniert.
Mit der Wiedererstehung des Bistums Magdeburg kam die Kirche 1994 zu diesem und wurde am 28. Januar 2007 in den Gemeindeverbund Mansfelder Land (Hettstedt – Gerbstedt – Helbra – Klostermansfeld – Siersleben) eingegliedert. Zu diesem Zeitpunkt gehörten zur Pfarrei Klostermansfeld rund 360 Katholiken.
Das Dekanat Eisleben, zu dem die Kirche gehörte, wurde zum 1. Januar 2009 aufgelöst und die Kirche in Klostermansfeld dem neugegründeten Dekanat Merseburg angeschlossen, zu dem sie bis heute gehört.
Am 28. November 2010, dem 1. Sonntag im Advent, wurde das Gotteshaus zur Pfarrei St. Georg Hettstedt geschlagen. Die Pfarrei Klostermansfeld wurde in diesem Zusammenhang aufgelöst. Zur Pfarrei St. Georg Hettstedt gehören neben der Kirche St. Joseph in Klostermansfeld auch die Kirche St. Barbara in Helbra und die Kapelle St. Josef in Hettstedt. Die zu diesem Zeitpunkt ebenfalls der Pfarrei St. Georg Hettstedt angeschlossenen Kirchen Herz Jesu in Gerbstedt, Unbefleckte Empfängnis in Hettstedt und St. Bonifatius in Siersleben wurden von 2014 bis 2020 profaniert.

## Architektur

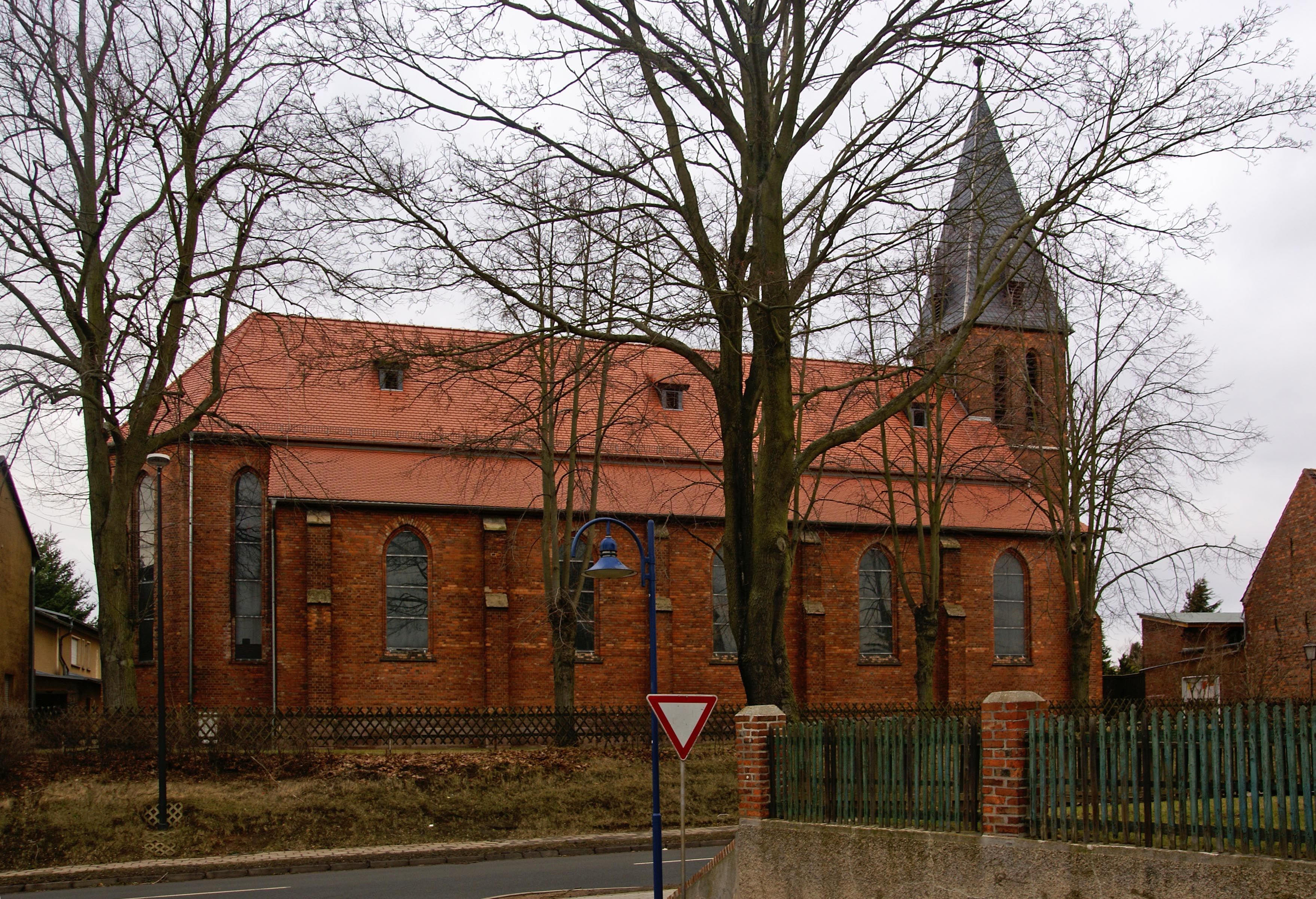
Ansicht von Osten

Der Außenbau ist deutlich neugotisch geprägt. Typisch für Kirchen Güldenpfennigs ist, dass der leicht eingezogene Glockenturm von einem Treppenturm flankiert wird. Die dreischiffige Kirche ist an der Chausseestraße ausgerichtet.
Ins Auge fallen insbesondere die Fenster. Diese sind am Chor frühgotisch inspiriert, weisen aber moderne Malereien auf. In den Seitenschiffen befinden sich etwas kleinere Fenster und zwar sind es an der Ostseite fünf, an der Westseite hingegen nur vier. Diese Buntglasfenster sind Werke von Christof Grüger aus dem Jahr 1971.

## Inneres und Ausstattung
Das Innere wurde mit einer Spitztonne schlicht gestaltet. Die Seitenschiffe sind durch Rundarkaden auf rechteckigen Pfeilern vom Mittelschiff abgetrennt. Die historisierende Innenausstattung wurde mit Spendengeldern finanziert. Die Kreuzigungsgruppe über dem Altar ist ein Werk des Holzbildhauers Gerhard Krys aus Hergisdorf.
Die drei Glocken tragen die Namen St. Gertrud, St. Joseph und St. Maria. Außer der Marienglocke hängen seit 1999 auch die Josephs- und Gertrudsglocke in der Klostermansfelder Kirche, ihre beiden Vorgängerglocken waren für Kriegszwecke eingezogen worden.